# 2012-es Porsche Tennis Grand Prix
A 2012-es Porsche Tennis Grand Prix női tenisztornát Stuttgartban rendezték meg 2012. április 23. és április 29. között. A verseny Premier kategóriájú volt, a mérkőzéseket fedett, salakos borítású pályán játszották, 2012-ben 35. alkalommal.

## Győztesek
Egyéniben a győzelmet az orosz Marija Sarapova szerezte meg, miután a fináléban 6–1, 6–4-re legyőzte a világelső Viktorija Azarankát. A két játékos ötödik alkalommal találkozott egymással egy WTA-torna döntőjében, s korábban mindig Azaranka hagyta el győztesen a pályát. Sarapovának ez volt a huszonötödik egyéni WTA-győzelme, s hatodszor diadalmaskodott az éppen aktuális világelsővel szemben. Stuttgartban ez volt az első tornagyőzelme, amelyet úgy szerzett meg, hogy a negyeddöntőben mérkőzéslabdáról fordított Samantha Stosurral szemben. Azaranka még az elveszített fináléval együtt is csupán a második vereségét szenvedte el a szezon során, miközben huszonkilenc mérkőzést, s négy tornát megnyert az év első négy hónapjában.
Párosban az ötödik kiemelt Iveta Benešová–Barbora Záhlavová-Strýcová-kettős diadalmaskodott, a döntőben 6–4, 7–5-re legyőzve a hazai pályán versenyző Julia Görges–Anna-Lena Grönefeld-kettőst. A két cseh játékosnak ez volt a tizedik közösen megszerzett páros WTA-győzelme. Görges és Grönefeld harmadik közös döntőjüket játszották, ebből egyet nyertek meg. Grönefeld 2012-ben a második döntőjét vívta, februárban a horvát Petra Martićcsal az oldalán kapott ki a párizsi premier torna utolsó mérkőzésén.

## Döntők

### Női egyes
Marija Sarapova –  Viktorija Azaranka 6–1, 6–4

### Női páros
Iveta Benešová /  Barbora Záhlavová-Strýcová –  Julia Görges /  Anna-Lena Grönefeld 6–4, 7–5

## Világranglistapontok és pénzdíjazás

### Pontok
| Eredmény           | Egyéni | Páros |
| ------------------ | ------ | ----- |
| Győzelem           | 470    | 470   |
| Döntő              | 320    | 320   |
| Elődöntő           | 200    | 200   |
| Negyeddöntő        | 120    | 120   |
| 16 között          | 60(1)  | 1     |
| 32 között          | 1      | –     |
| Főtáblára jutás    | 20     | –     |
| Selejtező (döntő)  | 12     | –     |
| Selejtező (2. kör) | 8      | –     |
| Selejtező (1. kör) | 1      | –     |

### Pénzdíjazás
A torna összdíjazása 740 000 amerikai dollár volt. Az egyéni bajnok 115 000 dollárt, a győztes páros együttesen 37 000 dollárt kapott.
| Eredmény           | Egyéni    | Páros    |
| ------------------ | --------- | -------- |
| Győzelem           | 115 000 $ | 37 000 $ |
| Döntő              | 62 500 $  | 19 500 $ |
| Elődöntő           | 33 500 $  | 10 000 $ |
| Negyeddöntő        | 17 800 $  | 5000 $   |
| 16 között          | 9800 $    | 2600 $   |
| 32 között          | 5500 $    | –        |
| Selejtező (döntő)  | 2655 $    | –        |
| Selejtező (2. kör) | 1425 $    | –        |
| Selejtező (1. kör) | 780 $     | –        |